# Língua etrusca
O etrusco era um idioma falado e escrito na antiga região da Etrúria (a atual Toscana) e em algumas partes das atuais Lombardia, Vêneto, e Emília-Romanha (onde os etruscos foram deslocados pelos gauleses), na península Itálica. No entanto, o latim substituiu totalmente o etrusco, deixando apenas uns poucos documentos e uns poucos empréstimos linguísticos no latim (e.g., pessoa do etrusco phersu), e alguns topônimos, como Parma. Dele existem inscrições atualmente impossíveis de traduzir ou decifrar. As poucas palavras traduzidas referem-se à vida e à morte, uma vez que a maior parte dos poucos documentos encontrados são espécies de lápides.

## História
Os etruscos eram um dos antigos povos indígenas da Itália, que viviam ali antes da migração indo-europeia e da chegada dos latinos ao redor de 1 000 a.C., contudo, a língua etrusca permaneceria viva até pelo menos o século 1 depois de Cristo . Heródoto, no entanto, descreve os tirrenos (na época de Heródoto, o nome grego para os etruscos) como imigrantes da Lídia ao oeste de Anatólia, que, escapando da fome, foram conduzidos a ocidente pelo seu líder Tirreno, para se estabelecer na Úmbria. A alfabetização era bastante frequente, como se pode ver pelas 13 000 inscrições (dedicatórias, epitáfios etc.), a maioria curtas mas algumas de considerável longitude. Foram datadas por volta de 700 a.C.
No século I a.C., o historiador grego Dionísio de Halicarnasso destacou que o idioma etrusco era diferente de qualquer outro, e que os etruscos tinham uma rica literatura, como foi destacado pelos autores latinos. Bonfante, um estudioso nesta matéria, diz que "... ele lembra nenhuma outra língua da Europa nem doutro lugar ...."
Com a ascensão da República Romana, que conquistou a Etrúria, a hegemonia do latim acelerou o declive da civilização etrusca, e por volta de 200 a.C., o etrusco estava já substituído pelo latim, exceto quiçá em alguma montanha isolada ou pântanos, num campo no qual eram mais acessíveis os autores latinos, nos tradicionais contextos do culto religioso.
No período final da república, só uns poucos educados romanos com interesse na antiguidade (como Públio Terêncio Varrão) podiam ler etrusco. A última pessoa conhecida que era capaz de ler etrusco foi o imperador romano Cláudio (10 a.C. – 54 d.C.), que compilou um dicionário (atualmente perdido) com entrevistas aos últimos camponeses que ainda falavam o idioma.

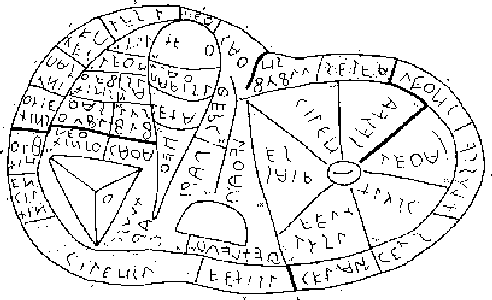
Desenho das inscrições do fígado de Placência, ver arúspice

Tito Lívio e Cícero eram entendidos nos altamente especializados ritos religiosos etruscos que estavam codificados em várias coleções de livros escritos em etrusco sob o título latino genérico de Etrusca Disciplina. Os Libri Haruspicini tratavam da adivinhação com as entranhas de animais sacrificados, os Libri Fulgurales expunham a arte da adivinhação mediante a observação dos raios. Uma terceira coleção, os Libri Rituales, podiam ter proporcionado a chave da civilização etrusca: seu amplo âmbito que abarcava a vida política e social bem como as práticas rituais. Segundo o escritor latino do século IV Mário Sérvio Honorato (mais conhecido como Sérvio), existia uma quarta coleção de livros etruscos, que tratava de deuses animais. As autoridades cristãs recolheram obras do paganismo e queimaram-nas durante o século V; o único livro sobrevivente, Liber Linteus, foi escrito em linho, e sobreviveu unicamente ao ser utilizado para envolturas de múmias.
O etrusco teve alguma influência sobre o latim. Uma escassa dúzia de palavras foram tomadas emprestadas pelos romanos e algumas delas podem se encontrar nos idiomas modernos.

## Classificação
O etrusco não mostra parentescos evidentes com outras línguas importantes da antiguidade, como o latim ou o grego. É uma língua considerada por muitos como não indo-europeia, mas alguns linguistas, como Francisco Rodríguez Adrados, Piero Bernardini Marzolla, Massimo Pittau, entre outros, consideram que o etrusco, pelo menos em parte, seja derivado das línguas indo-europeias, em particular das línguas da Anatólia, como o lúvio.
Alguns estudiosos, dentre os quais Helmut Rix, ligam o etrusco à língua rética, falada pelos récios, na área alpina, até o século III, uma língua isolada como o basco. Desde Rix (1998), porém, alguns eruditos atuais  defendem que o rético e o lêmnio, juntamente com o etrusco, sejam parte da família tirrênica, que está remotamente relacionada com a família de línguas indo-europeias, e citam similitudes nos finais gramaticais e no vocabulário. Em sua História Natural (século I), Plínio, o Velho escreveu sobre os povos alpinos: "Os récios e os vindelícios fronteiriços com os nóricos, todos distribuídos em numerosas cidades... Os galos sustentam que os récios descendem dos etruscos, por seu líder Repto." Com base nisto e em dados linguísticos, especialistas acreditam que o etrusco esteja relacionado com o récico.
Outra possível língua relacionada com a etrusca é a minoica. Tal relação foi a principal hipótese de Michael Ventris antes de descobrir que a língua atrás da mais moderna escrita linear B foi o micênico, um dialeto grego. Giulio Mauro Facchetti, um pesquisador que trabalhou com ambas as línguas (etrusca e minoica) apresentou mais uma vez essa hipótese, comparando algumas das palavras minoicas, de significado conhecido, com palavras etruscas similares.
No entanto, para além destes fatos conhecidos, há um amplo debate. Nada pode ser determinado, sobretudo em razão da escassez de textos em etrusco. Por agora, muitos permanecem conservadores e ainda consideram o etrusco como uma língua isolada.

## Gramática
A língua etrusca, assim como a latina ou a grega, usava várias flexões (i.e. muda os finais dos nomes, pronomes e verbos).

### Nomes (substantivos e adjetivos)

#### Casos gramaticais
A língua etrusca possuía sete casos gramaticais, eram eles o nominativo, acusativo, genitivo, dativo, ablativo, pertinentivo e locativo (sendo mais raros os casos ablativo e pertinentivo). Alguns casos poderiam ter usos especiais ou variações, e.g. o genitivo, que podia dividir-se em sigmático (-s) e lambdático (-l). Além disso, os substantivos e adjetivos etruscos funcionam de maneira similar à das línguas aglutinantes, e.g. clan "filho", clen-ar "filhos", clen-ar-aśi "aos filhos".

##### Nominativo/Acusativo
O nominativo é o caso do sujeito. Não há, em etrusco, distinção entre os casos nominativo e acusativo. Nomes masculinos podem terminar em -e: Hercle (Hércules), Achle (Aquiles), Tite (Tito); nomes femininos terminam em -i, -o ou -u: Uni (Juno), Menrva (Minerva), ou Zipu.

##### Genitivo
A língua etrusca, como dito anteriormente, possuía dois casos genitivos, um sigmático (que, geralmente, é -s, mas que também é visto nas formas -ś e -z) e um lambdático (-l). Sobre quando e como utilizar um ou outro genitivo, certamente seu uso podia variar de acordo com as cidades etruscas e as épocas nas quais a língua etrusca era falada.
| Genitivo   | Genitivo | Genitivo     | Genitivo                     |
| ---------- | -------- | ------------ | ---------------------------- |
|            | Singular | Plural       | Significado                  |
| Sigmático  | clan-s   | clinii-ar-as | do filho, dos filhos         |
| Lambdático | murś-l   | *murś-χva-l  | do sarcófago, dos sarcófagos |

#### Declinações
Como em latim, o etrusco possuía casos gramaticais.
| clan "filho" | clan "filho" | clan "filho" |
| Caso         | Singular     | Plural       |
| ------------ | ------------ | ------------ |
| Nom.         | clan         | clenar       |
| Gen.         | clans        | cliniiaras   |
| Dat.         | clenśi       | clenaraśi    |
| Loc.         | *clenthi     | -            |

Em construção.

## Distribuição geográfica
O etrusco foi falado no noroeste e centro-oeste da Itália, na região que hoje conserva o seu nome, Toscana (do latim tuscī , "etruscos"), como ao redor de Cápua na Campânia e no vale do rio Pó ao norte da Etrúria.

### Idiomas relacionados
Um idioma muito relacionado com o etrusco foi o que se falou uma vez na ilha de Lemnos antes da invasão ateniense (século VI a.C.), acertadamente chamado lemnio. Uma pequena tábua de pedra chamada estela de Lemnos foi encontrada ali com uma escritura aparentada com o etrusco e datada cerca de 600 a.C. Sabe-se que os lémnios falaram este idioma devido às peças de cerâmica com inscrições escritas com este mesmo alfabeto. No entanto, desconhece-se quando ou como falantes deste dialecto chegaram a esta ilha.
Contudo, a antiga opinião de que o etrusco é uma língua isolada pode ter apoio. Na actualidade, o etrusco é considerado parte de uma grande família linguística que conhecemos como línguas tirrenas, baseada no nome grego para os etruscos, Tyrrhenoi.